# Râul Nerganița

Cascadă pe râul Nergăniţa

Râul Nerganița este unul din cele două brațe care formează râul Nera.

## Bazin hidografic
Râul aparține bazinului hidrografic Nera-Cerna.